# Elizabeth (Australia)
Elizabeth è un sobborgo di Adelaide, in Australia Meridionale; esso si trova 26 chilometri a nord del centro cittadino ed è la sede della Città di Playford. Al censimento del 2006 contava 952 abitanti.